# Centre Europeu per a les Qüestions de les Minories
El Centre Europeu per a les Qüestions de les Minories (ECMI) és un institut de recerca amb seu a Flensburg, Alemanya, que dirigeix la investigació sobre las relaciones entre les majories i les minories a Europa. ECMI és una institució no partidista i interdisciplinària, una organització sense fins de lucre i una fundació independent, registrada de conformitat amb la Llei Civil alemanya.
ECMI va ser establert el 1996 pels governs de Dinamarca, Alemanya i Schleswig-Holstein. El Centre es regeix per un consell integrat per nou membres: tres de Dinamarca, tres d'Alemanya, un representant de l'Organització per a la Seguretat i la Cooperació a Europa, un del Consell d'Europa i un de la Unió Europea. El primer director de l'institut va ser Stefan Troebst, ara professor d'Estudis Culturals d'Europa de l'Est a la Universitat de Leipzig. L'actual director és Tove H. Malloy. El Centre compta amb un personal de base i també organitza visites de becaris i visitants d'investigacions associades. Organitza les seves activitats al voltant de tres temes principals. Això té alguna cosa a veure amb l'avaluació i el desenvolupament de normes universals, regionals, bilaterals i nacionals que puguin ajudar a la consolidació de la governabilitat democràtica sobre la base de la diversitat ètnica i els drets humans. En aquest context, ECMI també està particularment interessat en la convergència de normes entre els membres de la Unió Europea i els països candidats. Una segona àrea d'intervenció es refereix als procediments d'execució i mecanismes d'aquestes diverses normes i l'estudi de la seva efectivitat. De vegades, ECMI ha estat invitat a considerar les normes d'execució i les relacions entre majories i minories en estats particulars, en cooperació amb el govern d'aquest Estat i els grups locals.

## Activitats
El Centre organitza les seves activitats al voltant de cinc grups temàtics. Un de Justícia i de Govern que es refereix a l'avaluació i promoció de les normes jurídiques que poden ajudar a la consolidació de la governabilitat democràtica sobre la base de la diversitat ètnica i els drets humans. Altres grups temàtics inclouen la política i la societat civil centraten la política de les minories, sobretot la capacitat de les minories en participar tant a través de la funció pública com de les funcions de la societat civil. Un cúmul de conflictes i seguretat se centra en la gestió que aborda els problemes constructius amb una dimensió etno política a l'Europa ampliada. Un grup de Cultura i Diversitat sobre els temes culturals de les minories, de forma especial la llengua i l'educació, que també té alguna cosa a veure amb l'accés de les minories als mitjans de comunicació. Un grup de Ciutadania i Ètica se centra en aspectes legals i sociopolítics de la pertinença a la societat en general, incloses les qüestions ètiques de la tolerància, el respecte i la contribució.
El Centre també manté vincles amb diverses regions de tensió a Europa a través dels seus associats regionals com en el Caucas i Kosovo i ofereix en la institució la creació de capacitat. Aquest enfocament s'organitza a través d'una Assistència Tècnica i de Capacitació a la seu central i en col·laboració amb nombroses organitzacions no governamentals de tot Europa. En aquest sentit, el Centre es basa en l'èxit de la gestió de qüestions de les minories en la regió fronterera germano-danesa on té la seu.